# آلفرد پله
آلفرد پله (فرانسوی: Alfred Plé‎؛ ۹ ژانویه ۱۸۸۸ – ۴ مارس ۱۹۸۰) قایقران روئینگ اهل فرانسه بود.
وی در مسابقات کشوری و بین‌المللی در مجموع برندهٔ ۱ مدال طلا، ۱ مدال برنز شده‌است.